# خليل إبراهيم (ممثل)
خليل إبراهيم هو ممثل عراقي لمع نجمه في سماء الفن العراقي منذ عام 1984، فعُرف بالعازف المحترف وصاحب الصوت الجميل والممثل الكوميدي. قام إبراهيم بالعديد من الأعمال الشهيرة التي ظلّت عالقة في أذهاننانا من بينها: «فيلموجرفيا» ومسرحية «عالمكشوف»، ونال الكثير من الجوائز التقديرية منها أفضل فيلم بالمرتبة الثانية في مهرجان قرطاج عن فيلم «البرزخ» عام 2005. كانت بدياته في مدينة البصرة سنة 1984، ثم ابتعد عن العراق لفترة طويلة وما لبث أن عاد بسبب حبه لبلده وحب الجمهور له.يعود خليل إبراهيم إلى تفاصيل دقيقة من حياته المهنية الحافلة بالإنجازات والنجاحات.

## الأعمال
- 1985 مسرحية مقامات أبو سمرة[1]
- 1986 مسرحية بيت وخمس بيبان[2] (سلمان)
- 1992 مسلسل أصايل[3]
- 1995 مسلسل الواهمون[4]
- 1995 مسلسل رحلة مسعود العمارتلي[5]
- 1996 فيلم الحب والسيف[6]
- 1997 مسلسل مضت مع الريح[7]
- 1998 مسلسل عالم الست وهيبة[8]
- 1998 مسلسل أبو جعفر المنصور[9]
- 2000 مسلسل صفقة ساخنة[10]
- 2001 برنامج الانصاف في مسائل الخلاف[11]
- 2004 مسرحية على الطاير[12]
- 2004 مسلسل باشاوات آخر زمن[13]
- 2005 مسلسل شموع خضر إلياس[14]
- 2006 مسلسل ثمنطعش[15]
- 2006 مسلسل مبروك ولكن[16]
- 2007 مسلسل المواطن جي[17]
- 2007 مسلسل انباع الوطن[18]
- 2008 تمثيلية نجوم الظهر[19]
- 2008 مسلسل الباشا[20]
- 2008 مسرحية يمة بغداد[21]
- 2008 مسلسل ثلج في زمن النار[22]
- 2009 مسلسل شوك الصحاري[23] (مثقال)
- 2010 مسلسل عش المجانين[24]
- 2010 مسلسل فص كلاص (فص كلاس)[25] (خليلوه)
- 2010 مسلسل البيت المنسي[26]
- 2011 مسلسل فاتنة بغداد[27]
- 2011 مسلسل أيوب[28]
- 2012 مسلسل بنت المعيدي[29]
- 2012 مسلسل سليمة باشا[30]
- 2012 مسلسل البقاء على قيد العراق[31]
- 2013 مسلسل نزف جنوبي[32]
- 2014 مسرحية عروس بابا طالق[33]
- 2014 فيلم الحاج نجم[34]
- 2014 مسلسل سامكو[35]
- 2015 مسلسل حارش ووارش[36] (غامر)
- 2018 مسلسل سبايكر[37] (علي)
- 2019 مسلسل حامض حلو[38]
- 2020، مسلسل عائلة خارج التغطية

## الجوائز
- أفضل فيلم بالمرتبة الثانية في مهرجان قرطاج عن فيلم «البرزخ» عام 2005.